# Фаталиева, Ульвия
Ульвия Фаталиева (азерб. Ülviyyə Fətəliyeva; род. 3 августа 1996, Гянджа) — азербайджанская шахматистка, международный мастер (2022). Чемпионка Европы (2024).

## Карьера
Серебряный призёр чемпионата мира 2006 года среди шахматисток до 10 лет.
Чемпионка Европы 2010 года среди 14-летних.
Победительница чемпионата Европы 2014 года среди шахматисток до 18 лет.
Серебряный призёр Кубка европейских клубов 2017 года в составе азербайджанской команды «Odlar Yurdu». Стала одной из лучших на второй доске.
Участница командного чемпионата Европы 2017 года в составе женской сборной Азербайджана.
В мае 2022 вошла в тройку шахматисток, показавших наилучший результат среди участниц международного турнира Vergana Cup (Каттолика, Италия).
Бронзовый призёр чемпионата Европы 2022 года.
Серебряный призёр командного чемпионата Европы 2023.
В апреле 2024 года выиграла чемпионат Европы, который проходил в Родосе (Греция). Стала первой в истории Азербайджана шахматисткой, выигравшей чемпионат Европы среди женщин.

## Изменения рейтинга
| Графики недоступны из-за технических проблем. См. информацию на Фабрикаторе и на mediawiki.org. |